# St. Bartholomäus (Isselburg)

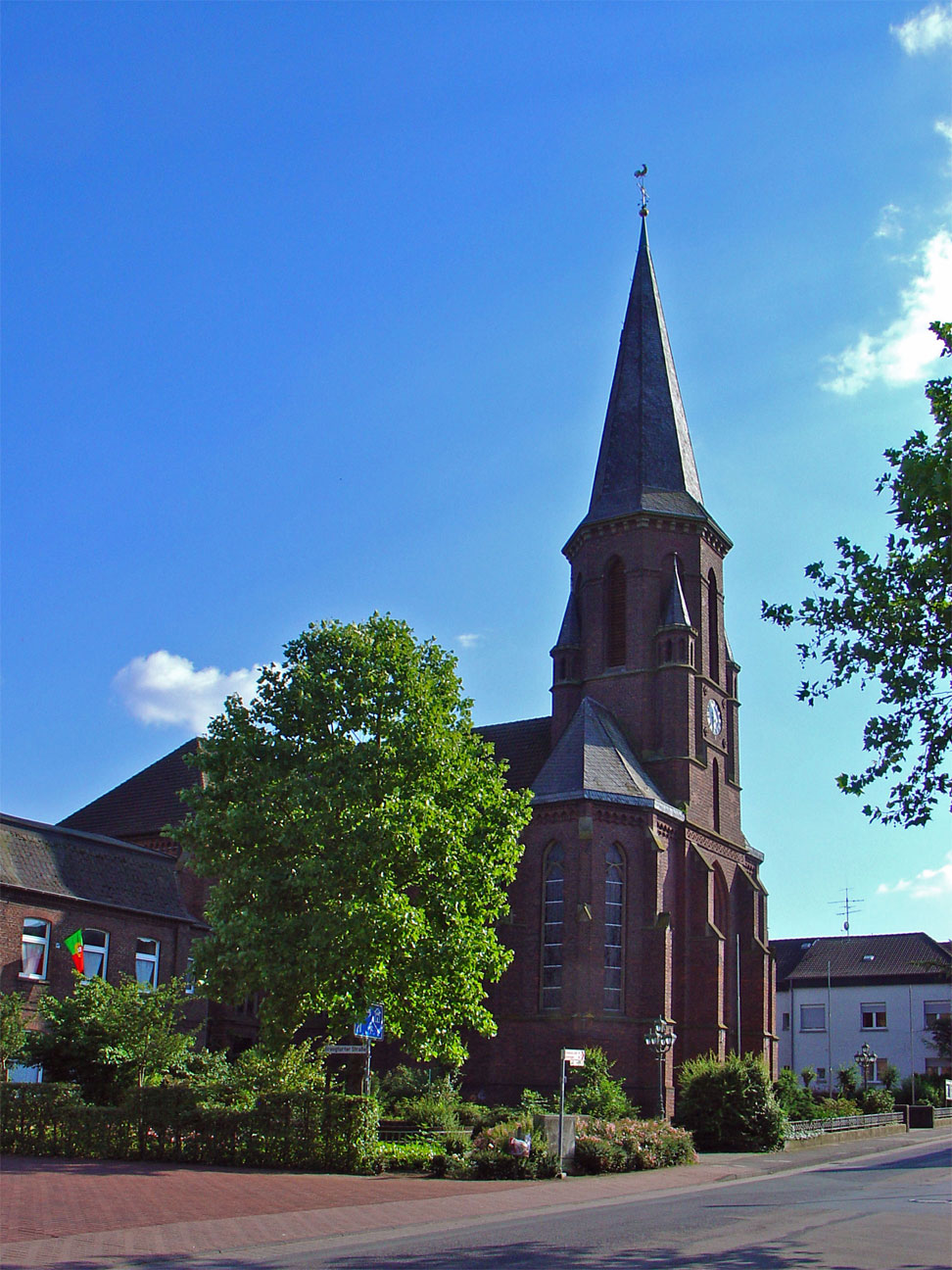
Pfarrkirche St. Bartholomäus

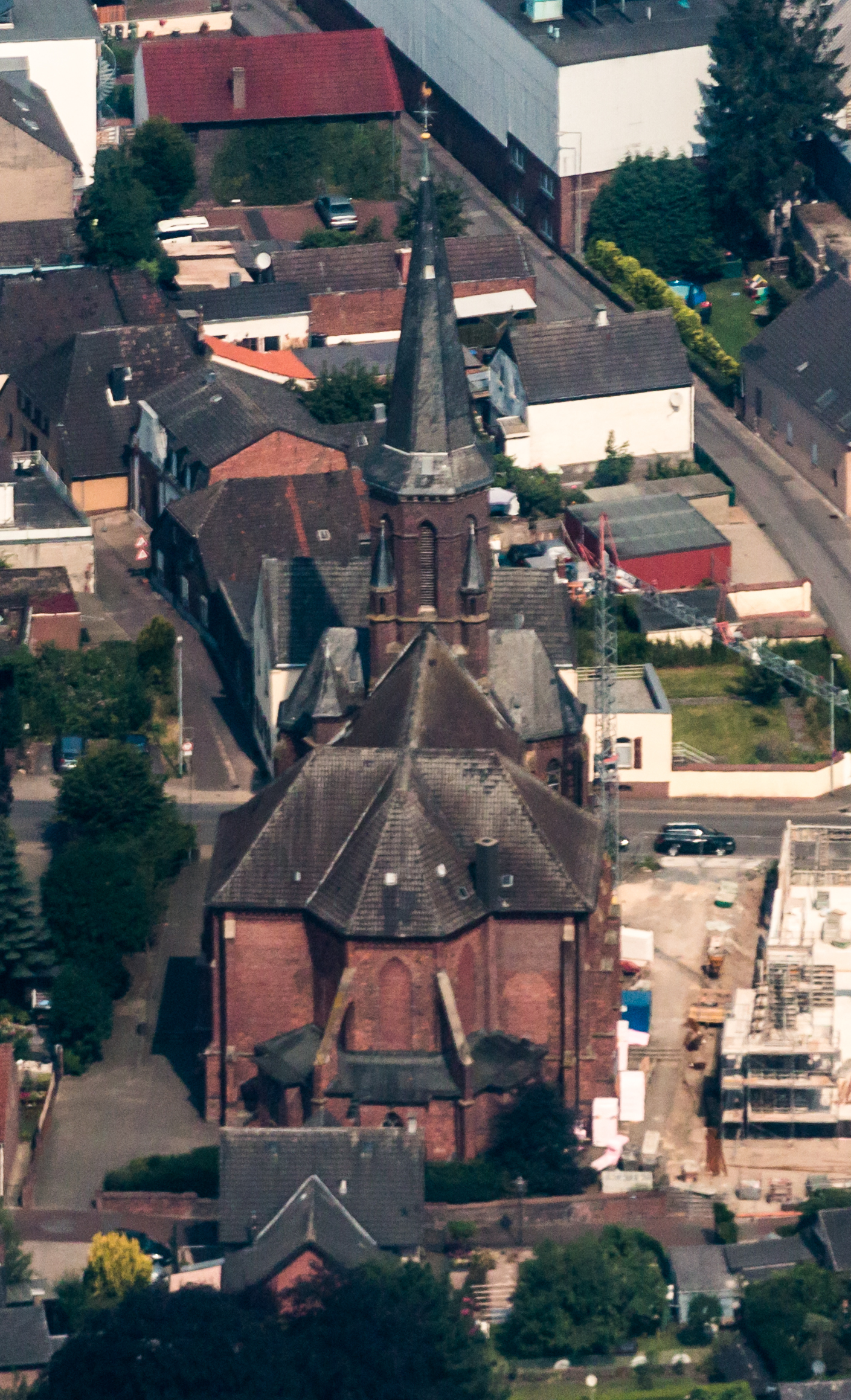
Luftbild (2014)

Die katholische Pfarrkirche St. Bartholomäus ist ein denkmalgeschütztes Kirchengebäude am Münsterdeich in Isselburg im Kreis Borken (Nordrhein-Westfalen). Sie ist dem Heiligen Bartholomäus geweiht.

## Geschichte und Architektur
Der stark zerstörte neugotische Backsteinbau wurde von 1877 bis 1879 verändert wieder aufgebaut. Zur Ausstattung gehören die Figuren des Heiligen Johannes und der Maria aus Eiche von einer niederrheinischen Kreuzigungsgruppe aus der Zeit um 1500. Die Figuren sind nicht gefasst. Das Kruzifix ist wohl aus dem 16. Jahrhundert.

## Orgel
Die Orgel wurde von einem unbekannten Erbauer geschaffen und 1993 durch die Orgelbaufirma Romanus Seifert (Kevelaer) erweitert. Das Instrument hat 14 Register auf zwei Manualen und Pedal. Die Spiel- und Registertrakturen sind elektrisch.
| I Hauptwerk C–g3 |       |
| Principal        | 8′    |
| Liebl. Gedackt   | 8′    |
| Oktave           | 4′    |
| Flöte            | 4′    |
| Gemshorn         | 2′    |
| Mixtur IV        | 1 ⁄3′ |

| II Positiv C–g3 |       |
| Rohrflöte       | 8′    |
| Oktave          | 4′    |
| Blockflöte      | 4′    |
| Principal       | 2′    |
| Quinte          | 1 ⁄3′ |
| Dulcian         | 8′    |

| Pedal C–f1 |     |
| Subbass    | 16′ |
| Gedackt    | 8′  |

- Koppeln: II/I (auch als Suboktavkoppel) I/P, II/P